# Luise Fleck
Luise Fleck, född 1 augusti 1873 i Wien, i dåvarande Österrike-Ungern, död 15 mars 1950 i Wien, Österrike, var en österrikisk filmregissör under stumfilmstiden. Hon var världens andra kvinnliga regissör efter Alice Guy-Blaché.
Hon var gift med två regissörer, Anton Kolm, fram till hans död 1922, och sedan med Jakob Julius Fleck till 1950, hennes död. Tillsammans regisserade och producerade de många filmer.